# Língua tule-kaweah
Tule-Kaweah é uma língua yokutsana da Califórnia. Um dialeto sobrevive, o da tribo Wukchumni (Wikchamni), com uma única falante remanescente a partir de 2014.
[Ficheiro: Yokuts Tule Kaweah dialects.svg |thumb|right| Distribuição dos Yokuts Tule-Kaweah]]
Wukchumni tem apenas uma falante nativa e fluente, Marie Wilcox, que compilou um dicionário do idioma. “Marie's dictionary”, um pequeno documentário de Emmanuel Vaughan-Lee, fala sobre seu dicionário. Ela também gravou uma versão oral do dicionário. Together with her daughter Jennifer, Marie Wilcox teaches weekly classes to interested members of their tribe.

## Dialetos
Havia três dialetos de Tule-Kaweah:  Wukchumni, (Wikchamni) (Nutaa) e Bokninuwad.